# Ди Оливейра, Паулу Жозе
Пауло Жозе ди Оливейра (порт.-браз. Paulo José de Oliveira), более известный, как Паулиньо Герреро (порт.-браз. Paulinho Guerreiro; род. 9 апреля 1986, Сан-Жозе-дус-Кампус, Сан-Паулу) — бывший бразильский футболист, нападающий известный по выступлениям за клуб «Хеккен».

## Клубная карьера
Герреро — воспитанник клуба «Палмейрас». В 2005 году он подписал профессиональный контракт и начал выступать за команды «Сан-Жозе», «Униан Барбаренсе» и «Демократа». В 2007 году Паулиньо перешёл в шведский «Хеккен». В том же году он дебютировал в Аллсвенскан. В 2011 году Герреро перешёл в «Эребру». 25 апреля в матче против «Хельсингборга» он дебютировал за новую команду. 23 июня в поединке против «Юргордена» Паулиньо забил свой первый гол за «Эребру». В 2012 году игрок вернулся в Бразилию, где выступал за «Сан-Жозе», «Ред Булл Брагантино» и «Парана». В 2014 году Герреро присоединился к эмиратскому «Аль-Зафра». 15 сентября в матче против «Аль-Васла» он дебютировал в чемпионате ОАЭ. В 2015 году игрок выступал за XV ноября. Летом того же года Паулиньо вернулся в «Хеккен». В 2018 году он забил 20 мячей и стал лучшим бомбардиром чемпионата, а также дважды завоевал Кубок Швеции.
В 2020 году Герреро сначала подписал контракт с израильским «Хапоеэль Беэр-Шева», но в итоге соглашение было аннулировано и игрок перешёл в «Хаммарбю». За команду Паулиньо забил всего четыре мяча. В 2022 году Паулиньо в третий раз вернулся в «Сан-Жозе», а 2023 году перешёл в португальский «Анадиа», где и завершил карьеру.

## Достижения
Клубные
 «Хеккен»
- Обладатель Кубка Швеции (2): 2015/16, 2018/19

 «Хаммарбю»
- Обладатель Кубка Швеции (1): 2020/21

Индивидуальные
- Лучший бомбардир Аллсвенскан лиги (20 мячей): 2018